# Vilda Västern (serietidning)
Vilda Västern med Kapten Miki av EsseGesse, var en serietidning med västernserier publicerad av Centerförlaget 1952–1969.
Serietidningen Vilda Västern var i ”checkhäftesformat”, 17×8 cm, med svart/vit inlaga och ett omfång om 36 sidor inklusive omslag. Den ändrades från och med nr 14, 1968 till serietidningsformat 12,5×16,5 cm med 20 sidor. Klammerhäftad.